# Watanabe Kazan
Watanabe Kazan (20 de octubre de 1793 - 23 de noviembre de 1841) fue un pintor, erudito y estadista japonés miembro de la clase samurái.
Nació como Watanabe Sadayasu en Edo (la actual Tokio) en medio de una familia samurái pobre, y desarrolló su talento artístico desde temprana edad. Su familia estaba al servicio del daimyō de Tahara (en la actual Prefectura de Aichi). Fue bastante influenciado por los estilos artísticos occidentales, razón por la cual creó un estilo único de pintura mediante la mezcla de elementos del arte europeo y japonés.
Fue el primer artista japonés que pintó retratos realistas, usando los efectos de sombreado que aprendió de las pinturas europeas. Por un lado, era un confuciano tradicionalista que creía en la piedad filial y la lealtad al daimyō, y por otro lado era un entusiasta de las ideas occidentales sobre la ciencia y la política.
Escribió dos ensayos privados que fueron interpretados como críticos de la política del shogunato y promotores de ideas occidentales. A pesar de que Watanabe se deshizo de esos papeles, fueron encontrados y consecuentemente fue sometido a juicio y exiliado. Una de las condiciones de su exilio era la prohibición de que Watanabe vendiera sus pinturas, pero Watanabe continuó vendiéndolas debido a apuros financieros. Esto fue eventualmente descubierto y Watanabe fue sometido a arresto domiciliario.
Debido a la agitación política que provocaron esos acontecimientos, Watanabe cometió el suicidio ritual (seppuku) como un modo de enmendar la deshonra que causó a su señor, el daimyō de Tahara.